# 西千葉站

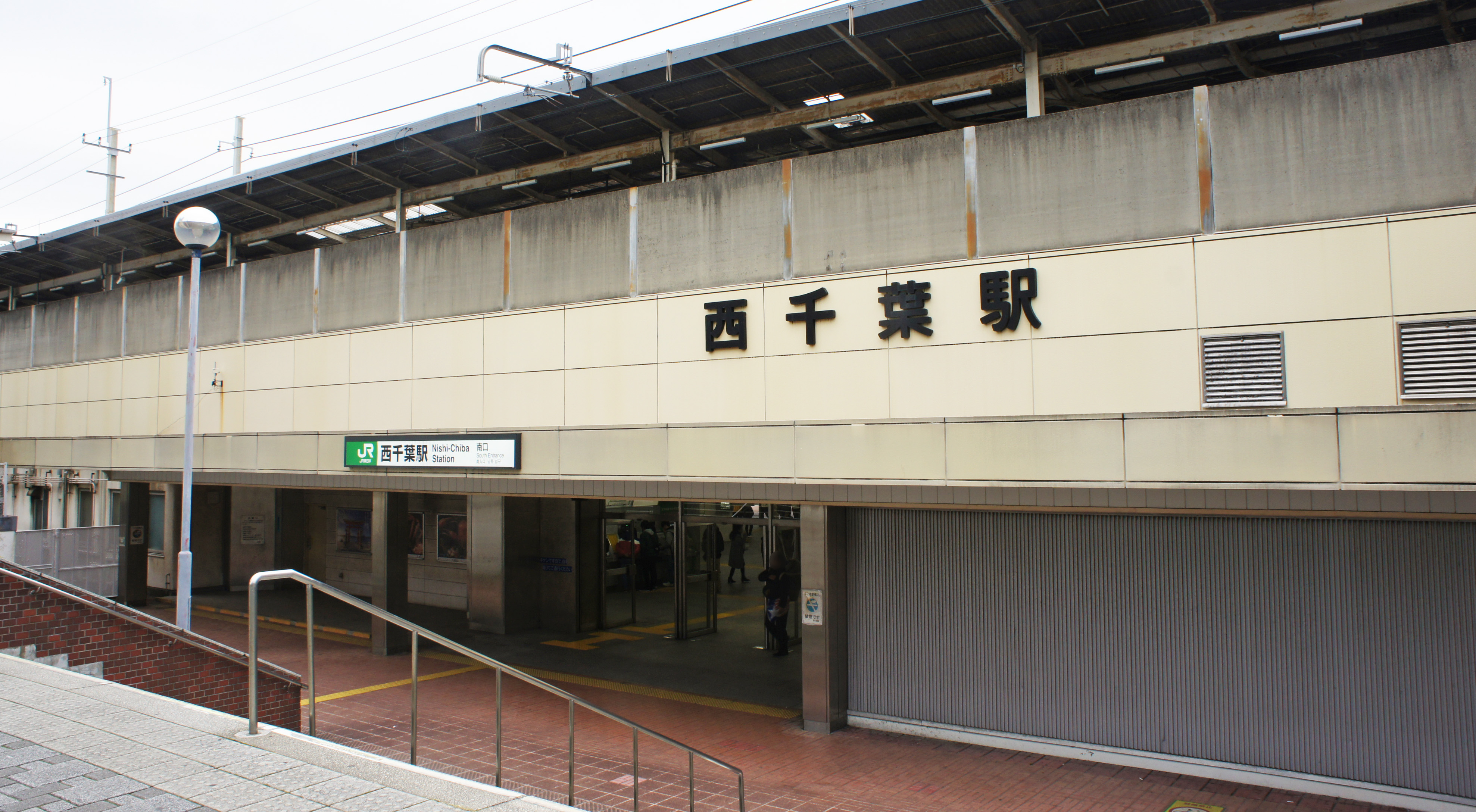
南口（2019年12月）

西千葉站（日语：／ Nishi-chiba eki */?）是位於日本千葉縣千葉市中央區春日二丁目，屬於東日本旅客鐵道（JR東日本）總武本線的鐵路車站。
此站只有行走緩行線的中央·總武線各站停車停靠。

## 車站構造
島式月台1面2線的高架車站，車站周邊比高架橋的高度稍低，大堂層側採用半地下結構。站內設有綠色窗口（營業時間：06:00－22:00），Suica自動剪票口和對號座位自動售票機等設備。
本站月台附近的總武快速線路段實際上屬附近的千葉站管轄。因此東京圈輸送管理系統（ATOS）在總武快速線設置的監視器於本站附近路段終止。

### 月台配置
| 月台 | 路線               | 方向 | 目的地                   |
| ---- | ------------------ | ---- | ------------------------ |
| 1    | 總武線（各站停車） | 西行 | 西船橋、秋葉原、新宿方向 |
| 2    | 總武線（各站停車） | 東行 | 往千葉                   |

（來源：JR東日本:車站構內圖 （页面存档备份，存于））

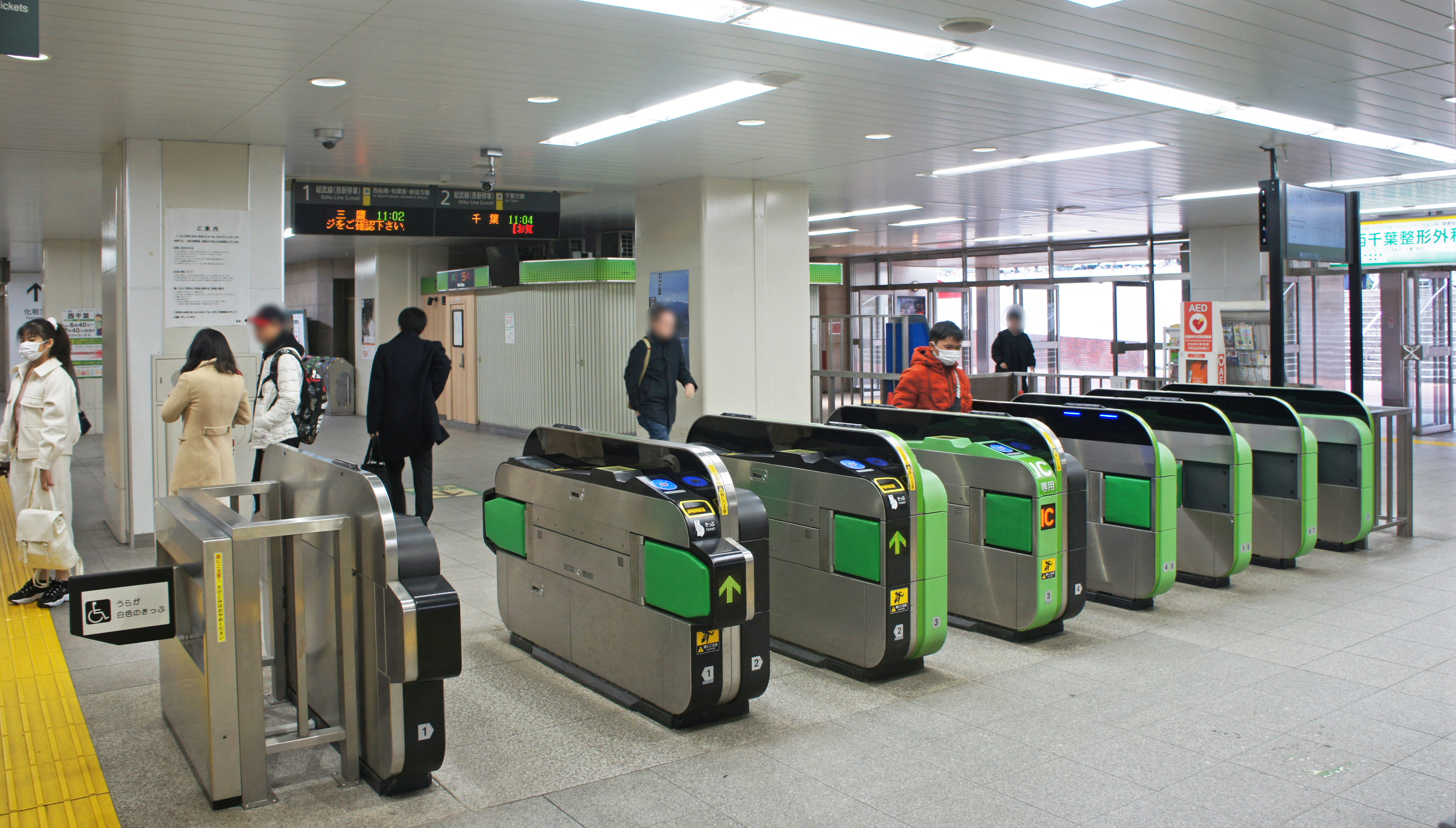
閘口（2019年12月）
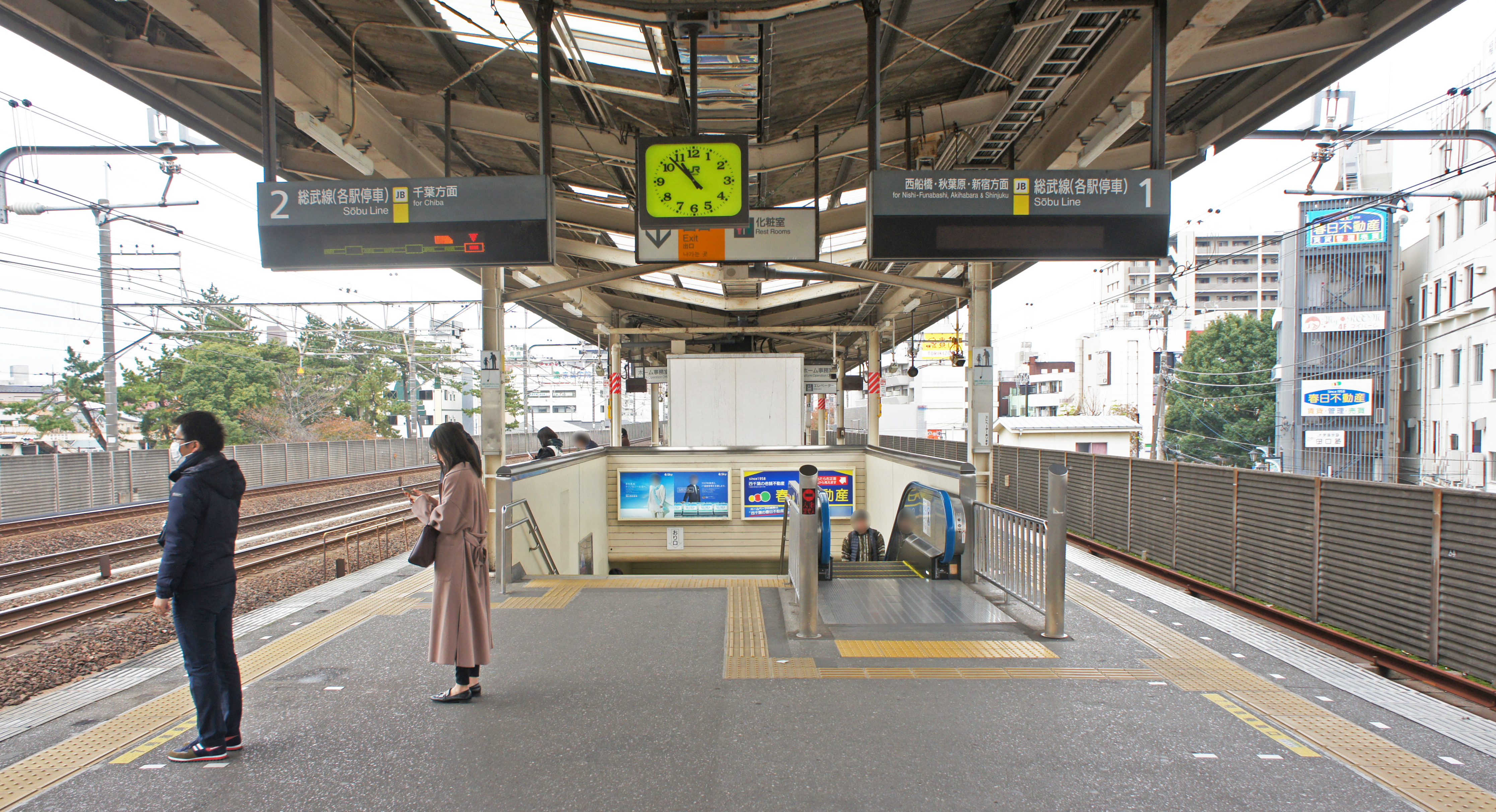
月台（2019年12月）

## 利用狀況
2019年（令和元年）度的1日平均上車人次為22,000人。
近年的1日平均上車人次的推移如下表。
| 年度               | 1日平均 上車人次 | 來源     |
| ------------------ | ---------------- | -------- |
| 1990年（平成02年） | 31,609           | [ * 1 ]  |
| 1991年（平成03年） | 31,830           | [ * 2 ]  |
| 1992年（平成04年） | 32,009           | [ * 3 ]  |
| 1993年（平成05年） | 31,655           | [ * 4 ]  |
| 1994年（平成06年） | 31,352           | [ * 5 ]  |
| 1995年（平成07年） | 30,796           | [ * 6 ]  |
| 1996年（平成08年） | 30,031           | [ * 7 ]  |
| 1997年（平成09年） | 28,669           | [ * 8 ]  |
| 1998年（平成10年） | 27,436           | [ * 9 ]  |
| 1999年（平成11年） | 26,412           | [ * 10 ] |
| 2000年（平成12年） | 25,628           | [ * 11 ] |
| 2001年（平成13年） | 24,670           | [ * 12 ] |
| 2002年（平成14年） | 24,769           | [ * 13 ] |
| 2003年（平成15年） | 25,137           | [ * 14 ] |
| 2004年（平成16年） | 25,119           | [ * 15 ] |
| 2005年（平成17年） | 24,736           | [ * 16 ] |
| 2006年（平成18年） | 24,523           | [ * 17 ] |
| 2007年（平成19年） | 24,393           | [ * 18 ] |
| 2008年（平成20年） | 24,498           | [ * 19 ] |
| 2009年（平成21年） | 24,148           | [ * 20 ] |
| 2010年（平成22年） | 23,838           | [ * 21 ] |
| 2011年（平成23年） | 23,207           | [ * 22 ] |
| 2012年（平成24年） | 23,136           | [ * 23 ] |
| 2013年（平成25年） | 23,396           | [ * 24 ] |
| 2014年（平成26年） | 22,693           | [ * 25 ] |
| 2015年（平成27年） | 22,941           | [ * 26 ] |
| 2016年（平成28年） | 22,721           | [ * 27 ] |
| 2017年（平成29年） | 22,533           | [ * 28 ] |
| 2018年（平成30年） | 22,385           |          |
| 2019年（令和元年） | 22,000           |          |

## 歷史
- 1942年（昭和17年）10月1日－本站開業，是一客運車站。
- 1987年（昭和62年）4月1日－國鐵分割民營化，本站由JR東日本接手管理。
- 2001年（平成13年）11月18日－智能卡系統Suica正式投入服務。

## 相鄰車站
東日本旅客鐵道
 總武線（各站停車）
稻毛（JB 37）－西千葉（JB 38）－千葉（JB 39）

## 外部連結
- 車站資訊（西千葉）：東日本旅客鐵道

35°37′21″N 140°6′12.5″E / 35.62250°N 140.103472°E